# Ada d'Olanda
Ada d'Olanda (1188 – dopo il 12 marzo 1226) fu la tredicesima Contessa d'Olanda dal 1203 al 1207 e Contessa consorte di Loon, dal 1203 al 1218.
La storiografia ufficiale contemporanea dell'epoca non la cita come reggente, passando dal padre Teodorico VII a Guglielmo I quale suo diretto successore. La riabilitazione avvenne nel XIV secolo, dopo che la Casa d'Olanda fu estinta. Gli storiografi dell'epoca iniziarono a riconoscere che Ada fu usurpata del titolo che le spettava e più tardi, a partire dal XV secolo iniziarono a riportarla come contessa d'Olanda.

## Origine
Ada era la figlia femmina secondogenita del dodicesimo (undicesimo secondo gli Annales Egmundani) Conte d'Olanda, Teodorico VII e di Adelaide di Cleves, citata anche come Aleide, figlia del conte di Cleves, Teodorico III e sorella di, Teodorico IV. Il matrimonio tra Teodorico VII e Aleide si tenne a Lusdum nel 1186; la madre di Aleide era Adelaide di Sulzbach, moglie di Teodorico III di Cleves e madre di Teodorico IV di Cleves, e che era figlia di Gebhard III. von Sulzbach e di Matilde di Baviera (vedova di Teopoldo di Vohburg), figlia del duca di Baviera, Enrico IX di Baviera.
Teodorico VII d'Olanda era il figlio maschio primogenito del Conte d'Olanda, Fiorenzo III, e di Ada di Scozia. Ada era la figlia del conte di Huntingdon e di Northumbria ed erede al trono di Scozia, Enrico, e di Ada de Warenne. Ada de Warenne era quindi la sorella del re di Scozia, Malcolm IV..

## Biografia
Teodorico VII, fidanzò Ada con Luigi II di Loon,  figlio maschio primogenito del sesto conte di Loon, Gerardo II (figlio maschio primogenito del quinto conte di Loon e conte di Rieneck, Luigi I e di Agnese di Metz,,.
Nel 1203, suo padre, Teodorico VII, mentre si trovava a Dordrecht, essendosi gravemente ammalato, avrebbe voluto consegnare provvisoriamente la contea al fratello Guglielmo, affinché tutelasse, Ada, la sua unica figlia, rimasta in vita; ma Teodorico VII morì prima di poter incontrare il fratello, Guglielmo. La morte di Teodorico VII viene confermato anche dagli Annales Egmundani (anno 1203 obiit Theodericus comes Hollandiæ); mentre il capitolo n° 63a della Chronologia Johannes de Beke, riporta che Teodorico (Theodericus vero comes) morì, il 4 novembre (nonas novembris), continuando che Teodorico fu inumato nell'abbazia di Egmond. Anche la Beka's Egmondsch Necrologium, in Oppermann, O. (1933) Fontes Egmundenses a pagina 109, riporta l'anno ed il giorno della morte di Teodorico VII (non consultata).
A Teodorico VII, succedette Ada, in quanto, con l'appoggio dell'imperatore, Enrico VI, aveva abolito la legge salica per la contea d'Olanda, che, prima di aver sepolto il padre, sposò Luigi II Conte di Loon, che divenne conte d'Olanda, per diritto di matrimonio. Secondo gli Annales Egmundani fu la madre di Ada, Adelaide o Aleide di Cleves, che non si fidava del cognato, a opporsi alla volontà del morente marito di dare la reggenza a Guglielmo, ma si attivò in modo che il fidanzato della figlia, Luigi II Conte di Loon, giungesse in Olanda e sposasse Ada, prima della sepoltura del marito e quindi consentire a Luigi di governare la contea, causando così la ribellione di Guglielmo, sia perché non tutti i nobili avevano accettato l'abolizione della legge salica ed anche perché il fastoso matrimonio, prima dell'inumazione del padre aveva generato scandalo, che portò allo scontro, alla cattura e deposizione di Ada. Anche le Gesta Episcopum Traiectensium ricordano che il matrimonio di Ada e Luigi fu celebrato subito dopo la morte del padre, Teodorico VII, anche per difendere la contessina dalle aspirazioni dello zio, Guglielmo, che cercava di usurpare i diritti della nipote. 

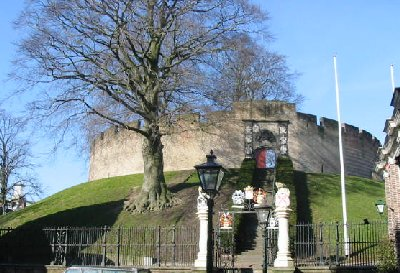
I resti del castello presso Leida dove Ada fu fatta prigioniera dopo la morte del padre.

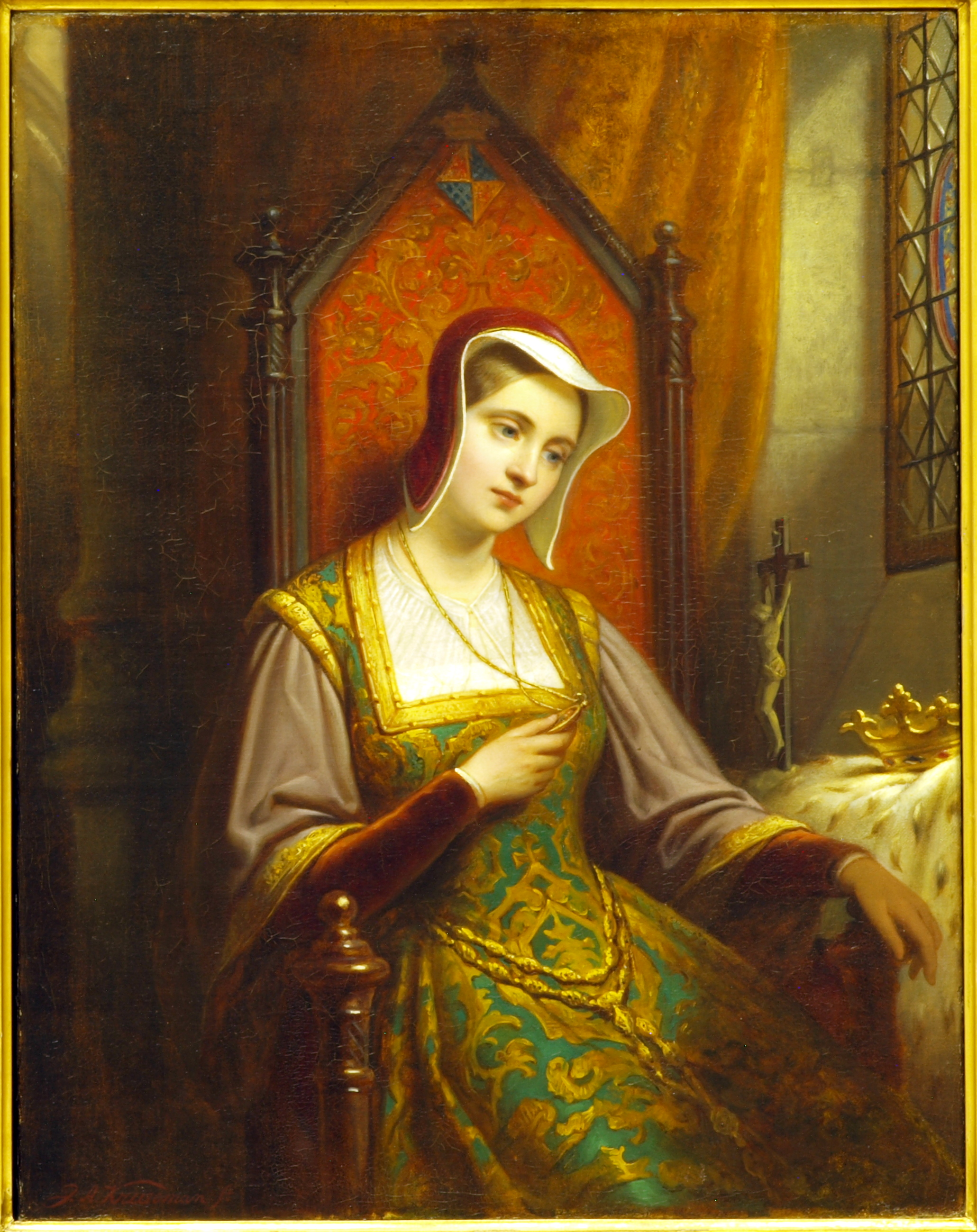
Ada in esilio, olio del pittore Jan Adam Kruseman (1804-1862).

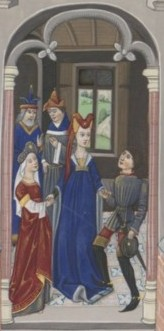
Il matrimonio di Ada con Luigi II di Loon.

Ada, braccata dai sostenitori di Guglielmo, trovò rifugio nella cittadella di Leida, che secondo il capitolo n° 63b della Chronologia Johannes de Beke, fu attaccata dagli avversari, obbligando i difensori alla resa, come confermano sia gli Annales Egmundani, che riferiscono che fu consegnata allo zio, Guglielmo, che le Gesta Episcopum Traiectensium, che riportano che fu inviata sull'isola di Texel, dove fu affidata ai Frisoni.
Durante la guerra civile, Guglielmo ebbe il sostegno del fratello, Fiorenzo e dello zio, Ottone I, conte di Bentheim, contro Ada, contessa d'Olanda (nipote di Fiorenzo e pronipote di Ottone I), come ci informa il capitolo n° 63c della Chronologia Johannes de Beke.
Luigi II, il marito di Ada, cercò invano di liberare la moglie e combatté contro Guglielmo, come attestano i capitoli 63d e 63e della Chronologia Johannes de Beke e gli Annales Egmundani, per l'anno 1204, mentre le Gesta Episcopum Traiectensium, riportano che Luigi II non riuscì a riconquistare la contea d'Olanda.
Ada, in quel periodo, viene citata nel documento n° 273 dell'Oorkondenboek Holland, datato 1205, inerente ad una donazione all'abbazia di Rijnsburg, fatta dalla zia, Adele o Ada, con l'approvazione della nonna, Ada di Scozia, degli zii, Guglielmo, conte della Frisia orientale e Fiorenzo e di Ada stessa.
Secondo Ada, Countess of Holland, per motivi di sicurezza si ritenne di dover spostare la prigioniera dai Paesi Bassi all'Inghilterra affidando la stessa direttamente al re, Giovanni d'Inghilterra, dove fu trattenuta, per circa 4 anni (nell'aprile del 1207, da un documento della corte inglese, Ada risultava essere ancora in Inghilterra); nel frattempo, il 14 ottobre 1206, il marito di Ada, Luigi, e lo zio Guglielmo raggiunsero un accordo: la contea d'Olanda veniva assegnata a Luigi mentre a Guglielmo venivano assegnati alcuni territori nella Contea di Zelanda e Guglielmo dovette accettare Luigi e Ada quali conte e contessa d'Olanda. Luigi dovette recarsi personalmente in Inghilterra, e, nella seconda metà del 1207, riuscì a far liberare Ada. La coppia, in quello stesso anno, si stabilì a Loon, anche perché, ormai la contea d'Olanda era nelle mani di Guglielmo I, che ormai era riconosciuto come conte e che, nel 1213 ricevette l'investitura a Conte d'Olanda dal re di Germania e imperatore del Sacro Romano Impero, Ottone IV di Brunswick.
In quello stesso anno, Ada (Ada comitissa) viene citata nel documento n° 37 dell'Hessische Urkunden, Band II, inerente ad una donazione fatta assieme al marito (Ludewicus comes de Lon).
Ada non aveva accettato la perdita del proprio titolo e col marito aveva continuato a lottare per riaverlo fino a che, nel 1218 non sopraggiunse la morte di Luigi II, come ci ricorda anche la Chronica Albrici Monachi Trium Fontium (comes de Los Ludovicus).
Dopo essere rimasta vedova ed essendo priva di figli, Ada continuò la propria vita nel castello di Kolmont, vicino a Haspengouw e nell'abbazia di Herckenrode a Kuringen (quartiere di Hasselt). Ada viene citata come testimone di una donazione, datata 1220, documentata dalla Histoire de Limbourg, Tome III. Ada viene citata ancora una volta, come artefice, assieme ad altri, di una donazione, datata 1226, documentata dalla Mittelrheinisches Urkundenbuch III.
Non si conosce l'anno esatto della morte. Fu sepolta accanto al marito nell'abbazia di Herkenrode, nei pressi di Hasselt in Belgio.

## Discendenza
Ada a Luigi non diede figli.

## Ascendenza
|                               |                           |                                | Genitori                                  |  |  | Nonni |  |  | Bisnonni                     |  |  | Trisnonni                   |  |
|                               |                           |                                |                                           |  |  |       |  |  | Teodorico VI, conte d'Olanda |  |  | Fiorenzo II, conte d'Olanda |  |
|                               |                           |                                |                                           |  |  |       |  |  | Teodorico VI, conte d'Olanda |  |  | Fiorenzo II, conte d'Olanda |  |
|                               |                           | Petronilla di Lorena           |                                           |  |  |       |  |  | Teodorico VI, conte d'Olanda |  |  |                             |  |
| Fiorenzo III, conte d'Olanda  |                           |                                |                                           |  |  |       |  |  | Teodorico VI, conte d'Olanda |  |  |                             |  |
|                               |                           | Sofia di Rheineck              | Ottone I di Salm, conte palatino del Reno |  |  |       |  |  |                              |  |  |                             |  |
|                               |                           | Sofia di Rheineck              | Ottone I di Salm, conte palatino del Reno |  |  |       |  |  |                              |  |  |                             |  |
|                               |                           | Sofia di Rheineck              | Gertrude di Northeim                      |  |  |       |  |  |                              |  |  |                             |  |
| Teodorico VII, conte d'Olanda |                           | Sofia di Rheineck              |                                           |  |  |       |  |  |                              |  |  |                             |  |
|                               |                           | Enrico di Scozia               | Davide I, re di Scozia                    |  |  |       |  |  |                              |  |  |                             |  |
|                               |                           | Enrico di Scozia               | Davide I, re di Scozia                    |  |  |       |  |  |                              |  |  |                             |  |
|                               |                           | Enrico di Scozia               | Maud di Northumbria                       |  |  |       |  |  |                              |  |  |                             |  |
| Ada di Scozia                 |                           | Enrico di Scozia               |                                           |  |  |       |  |  |                              |  |  |                             |  |
|                               |                           | Ada di Warenne                 | Guglielmo di Warenne, II conte di Surrey  |  |  |       |  |  |                              |  |  |                             |  |
|                               |                           | Ada di Warenne                 | Guglielmo di Warenne, II conte di Surrey  |  |  |       |  |  |                              |  |  |                             |  |
|                               |                           | Ada di Warenne                 | Elisabetta di Vermandois                  |  |  |       |  |  |                              |  |  |                             |  |
| Ada, contessa d'Olanda        |                           | Ada di Warenne                 |                                           |  |  |       |  |  |                              |  |  |                             |  |
|                               | Arnoldo I, conte di Kleve | Teodorico I, conte di Kleve    |                                           |  |  |       |  |  |                              |  |  |                             |  |
|                               | Arnoldo I, conte di Kleve | Teodorico I, conte di Kleve    |                                           |  |  |       |  |  |                              |  |  |                             |  |
|                               | Arnoldo I, conte di Kleve | …                              |                                           |  |  |       |  |  |                              |  |  |                             |  |
| Teodorico II, conte di Kleve  | Arnoldo I, conte di Kleve |                                |                                           |  |  |       |  |  |                              |  |  |                             |  |
|                               |                           | Ida di Lovanio                 | Goffredo I, conte di Lovanio              |  |  |       |  |  |                              |  |  |                             |  |
|                               |                           | Ida di Lovanio                 | Goffredo I, conte di Lovanio              |  |  |       |  |  |                              |  |  |                             |  |
|                               |                           | Ida di Lovanio                 | Ida di Chiny                              |  |  |       |  |  |                              |  |  |                             |  |
| Adelaide di Cleves            |                           | Ida di Lovanio                 |                                           |  |  |       |  |  |                              |  |  |                             |  |
|                               |                           | Gerardo III, conte di Sulzbach | Berengario II, conte di Sulzbach          |  |  |       |  |  |                              |  |  |                             |  |
|                               |                           | Gerardo III, conte di Sulzbach | Berengario II, conte di Sulzbach          |  |  |       |  |  |                              |  |  |                             |  |
|                               |                           | Gerardo III, conte di Sulzbach | Adelaide di Dießen-Wolfratshausen         |  |  |       |  |  |                              |  |  |                             |  |
| Adelaide di Sulzbach          |                           | Gerardo III, conte di Sulzbach |                                           |  |  |       |  |  |                              |  |  |                             |  |
|                               |                           | Matilde di Baviera             | Enrico IX, duca di Baviera                |  |  |       |  |  |                              |  |  |                             |  |
|                               |                           | Matilde di Baviera             | Enrico IX, duca di Baviera                |  |  |       |  |  |                              |  |  |                             |  |
|                               |                           | Matilde di Baviera             | Wulfhilde di Sassonia                     |  |  |       |  |  |                              |  |  |                             |  |
|                               |                           | Matilde di Baviera             |                                           |  |  |       |  |  |                              |  |  |                             |  |